# Aplikacja internetowa
Aplikacja internetowa, aplikacja webowa (ang. web application) – program komputerowy, który pracuje na serwerze i komunikuje się poprzez sieć komputerową z hostem użytkownika komputera. W tym celu wykorzystuje się przeglądarkę internetową użytkownika, będącego interaktywnym klientem aplikacji internetowej, pełniąc funkcję interfejsu użytkownika aplikacji internetowej.
W pracy aplikacji internetowej musi pośredniczyć serwer lub chmura obliczeniowa. Do przygotowania używa się różnych mechanizmów (np. Node, Spring, CGI, JSP, ASP.NET) i języków (np. PHP, Java, C#, Python, JavaScript, Go), jak również serwerów aplikacji. W konstrukcji relacji klient-serwer, mechanizm prezentacji danych w przeglądarce określa się mianem cienkiego klienta.
Przykładami aplikacji internetowych są serwisy społecznościowe jak (Facebook, Twitter), aplikacje bankowe, aplikacje aukcyjne (Allegro, eBay), mapy online (Google Maps, OpenStreetMap).
Aplikacje internetowe, choć w początkowej fazie rozwoju często cieszą się wsparciem ze strony twórców, mogą z czasem stracić to wsparcie ze względu na ewolucję technologii, zmiany w strategiach biznesowych lub po prostu z powodu przestarzałej infrastruktury. Gdy aplikacja staje się przestarzała (ang. legacy), może to prowadzić do utraty zgodności z najnowszymi standardami i podatności na błędy bez możliwości bieżącej aktualizacji. W takich sytuacjach organizacje często zastanawiają się nad koniecznością migracji do nowszego systemu lub platformy, aby uniknąć problemów związanych z przestarzałym oprogramowaniem. Proces migracji pomaga utrzymać aplikację w pełnej sprawności, dostosowanej do aktualnych wymagań technologicznych oraz zapewniającej długoterminowe wsparcie.

## Historia
Aplikacje internetowe, których pierwowzorami były aplikacje biurowe, ewoluowały wraz z rozwojem technologicznym z początkiem XXI w. Początkowo w 1995 r., posługiwano się interfejsem CGI, który umożliwiał komunikację pomiędzy oprogramowaniem serwera WWW a innymi programami za pomocą języka HTML. Kolejnym językiem oprogramowania działającym po stronie serwera, który pojawił się na rynku tego samego roku, był PHP, umożliwiający tworzenie stron webowych w czasie rzeczywistym. W 1996 r. pojawiły się nowe rozwiązania umożliwiające szybsze tempo pracy i tak zaczął się rozwój technologii JavaScript, która pozwala na wprowadzenie bardziej skomplikowanych elementów na stronie internetowej i poszerza interakcję. Kilka lat później firma Microsoft stworzyła technologię AJAX na potrzeby usług aplikacji internetowej Outlook Web Access. Następnie w 2004 r. premierę miał oparty na tej samej technologii Gmail. Obecnie jedną z najdynamiczniej rozwijających się aplikacji internetowych działającą po stronie serwera, gdzie komputer personalny jest jedynie punktem dostępu danych, jest oprogramowanie firmy Microsoft, pakiet Office w wersji online – Microsoft 365.
Technika Ajax dała początek aplikacjom typu Rich Internet Application, które znane dzisiaj są pod nazwą Single Page Application. Tworzenie skomplikowanych aplikacji takich jak np. Facebook, było możliwe głównie dzięki frameworkom języka JavaScript, takim jak AngularJS/Angular, React.js, czy Vue.js. Rozpowszechnienie się technologii webowych umożliwiło użycie jej do pisania aplikacji natywnych. Istnieje możliwość pisania aplikacji mobilnych dzięki m.in. Apache Cordova lub React Native oraz desktopowych m.in. dzięki platformie Electron czy aplikacjom typu PWA.
Istnieje także możliwość tworzenia aplikacji webowych bez znajomości języka programowania. W tym celu stosuje się platformy niskokodowe.